# Édith Loria
Édith Loria est une actrice française connue principalement pour avoir joué dans le film Léon Morin, prêtre (réalisé par Jean-Pierre Melville) et dans la série télévisée Les Enquêtes du commissaire Maigret.

## Filmographie

### Cinéma
- 1961 : Léon Morin, prêtre
- 1971 : Mourir d'aimer
- 1971 : La Cavale
- 1975 : Véronique ou l'été de mes 13 ans

### Télévision

#### Téléfilms
- 1961 : La Vie que je t'ai donnée
- 1961 : Le procès de Sainte-Thérèse de l'enfant Jésus
- 1972 : Vassa Geleznova de Pierre Badel
- 1975 : La Porte du large
- 1983 : Tante Blandine

#### Séries télévisées
- 1961 : La caméra explore le temps
- 1962 : Les Cinq Dernières Minutes épisode 26 : La Mort d'un casseur de Guy Lessertisseur
- 1967-1968 : En votre âme et conscience
- 1968 : Les Enquêtes du commissaire Maigret, épisode Signé Picpus de Jean-Pierre Decourt : Giselle Le Cloagen
- 1971 : Arsène Lupin
- 1972 : Les Évasions célèbres, épisode L'étrange trépas de Monsieur de la Pivardière : Catherine
- 1982 : On sort ce soir
- 1982 : Papa poule et Sherlock Holmes
- 1983 : Messieurs les jurés
- 1984 : Disparitions